# Harvey Mason
Pour les articles homonymes, voir Mason.
Harvey Mason, (né le 22 février 1947 à Atlantic City, New Jersey), est un batteur américain de jazz et membre de Fourplay.

## Biographie
Il a travaillé avec de nombreux artistes de jazz et de fusion comme Bob James, Lee Ritenour, Herbie Hancock avec les The Headhunters, Donald Byrd et George Benson. Il a aussi joué sur plusieurs albums de Véronique Sanson  (Le Maudit, Hollywood).

## Discographie

### Comme leader
| Titre                  | Label           | Sortie |
| ---------------------- | --------------- | ------ |
| Marching in the Street | Arista          | 1976   |
| Earth Mover            | Arista          | 1977   |
| Funk in a Mason Jar    | Arista          | 1977   |
| Groovin' You           | Arista          | 1979   |
| M.V.P                  | Arista          | 1981   |
| Stone Mason            | Atlantic        | 1982   |
| Ratamacue              | Atlantic        | 1996   |
| Trios                  | Videoarts Music | 2003   |
| With All My Heart      | RCA             | 2004   |
| Changing Partners      | Videoarts Music | 2006   |
| Chameleon              | Concord         | 2014   |

Avec Fourplay
| Titre                | Label        | Sortie |
| -------------------- | ------------ | ------ |
| Fourplay             | Warner Bros. | 1991   |
| Between the Sheets   | Warner Bros. | 1993   |
| Elixir               | Warner Bros. | 1995   |
| The Best of Fourplay | Warner Bros. | 1997   |
| 4                    | Warner Bros. | 1998   |
| Snowbound            | Warner Bros. | 1999   |
| Yes, Please!         | Warner Bros. | 2000   |
| Heartfelt            | Bluebird     | 2002   |
| Journey              | Bluebird     | 2004   |
| X                    | Bluebird     | 2006   |
| Energy               | Heads Up     | 2008   |
| Let's Touch the Sky  | Heads Up     | 2010   |
| Esprit de Four       | Heads Up     | 2012   |
| Silver               | Heads Up     | 2015   |

### Comme sideman
Avec Arthur Adams
- I Love Love Love My Lady (A&M, 1979)

Avec Christina Aguilera
- My Kind of Christmas (RCA Records, 2000)

Avec Patti Austin
- Love Is Gonna Getcha (GRP, 1990)

Avec George Benson
- Breezin' (Warner Bros., 1976)
- In Flight (Warner Bros., 1977)
- Collaboration with Earl Klugh (Warner Bros., 1987)
- Guitar Man (Concord Jazz, 2011)

Avec Beck
- The Information (Idenscope Records, 2006)

Avec Mary J. Blige
- The Breakthrough (Geffen, 2005)

Avec Keane Brothers
- The Keane Brothers (20th Century Records, 1977)

Avec The Brothers Johnson
- Look Out for #1 (A&M, 1976)
- Right on Time (A&M, 1977)
- Blam! (A&M, 1978)

Avec Donald Byrd
- Street Lady (Blue Note, 1973)
- Stepping into Tomorrow (Blue Note, 1975) – recorded in 1974
- Places and Spaces (Blue Note, 1975)
- Caricatures (Blue Note, 1976)

Avec Irene Cara
- Carasmatic (Elektra Records, 1987)

Avec Keith Carradine
- I'm Easy (Asylum, 1976)

Avec Casiopea
- 4x4 (Alfa, 1982)
- Light and Shadows (Pony Canyon, 1997)

Avec Cher
- Stars (Warner Bros. Records, 1975)

Avec Merry Clayton
- Beautiful Scars (Motown, 2021)

Avec Natalie Cole
- Stardust (Elektra Records, 1996)

Avec Rita Coolidge
- Behind the Memories (Canyon, 1996)

Avec Terence Trent D'Arby
- Symphony or Damn (Columbia, 1993)

Avec The 5th Dimension
- Earthbound (ABC, 1975)

Avec Earth, Wind & Fire
- Spirit (Columbia, 1976)

Avec Roberta Flack
- Oasis (Atlantic, 1988)

Avec Michael Franks
- Objects of Desire (Warner Bros. Records, 1982)

Avec Lesley Gore
- Love Me By Name (A&M, 1976)

Avec Lani Hall
- Blush (A&M, 1980)

Avec Herbie Hancock
- Head Hunters (Columbia, 1973)
- Man-Child (Columbia, 1975) – recorded in 1974-75
- Sunlight (Columbia, 1978)
- Mr. Hands (Columbia, 1980)
- Mr. Funk (Columbia, 1998) – Compilation recorded in 1972-88

Avec Gene Harris
- In a Special Way (Blue Note, 1976)
- Tone Tantrum (Blue Note, 1977)

Avec Bobbi Humphrey
- Blacks and Blues (Blue Note, 1973)
- Satin Doll (Blue Note, 1974)
- Fancy Dancer (Blue Note, 1975)

Avec Bob James
- Three (CTI, 1976) – recorded in 1975-76
- One on One (Tappan Zee, 1979)
- In Hi-Fi (Audio Fidelity, 2003)
- Angels of Shanghai (Universal, 2006) – recorded in 2004-05

Avec Jamiroquai
- Dynamite (Epic, 2005)

Avec Eddie Kendricks
- The Hit Man (Tamla, 1975)

Avec Carole King
- Rhymes & Reasons (Ode, 1972)
- Fantasy (Ode, 1973)

Avec Patti LaBelle
- Winner in You (MCA Records, 1986)

Avec Peggy Lee
- Let's Love (Atlantic, 1974)

Avec John Legend
- Once Again (Columbia Records, 2006)

Avec Jackie Lomax
- Livin' For Lovin' (Capitol Records, 1976)

Avec Cheryl Lynn
- Cheryl Lynn (Columbia Records, 1978)

Avec Lonette McKee
- Words and Music (Warner Bros., 1978)

Avec Keb' Mo'
- Peace...Back by Popular Demand (Sony, 2004)

Avec Tim Moore
- White Shadows (Asylum Records, 1977)

Avec Walter Murphy
- Walter Murphy's Discosymphony (New York, 1979)

Avec Esther Phillips
- All About (Mercury, 1978)

Avec Daniel Powter
- Under the Radar (Warner Bros. Records, 2008)

Avec Minnie Riperton
- Minnie (Capitol, 1979)
- Love Lives Forever (Capitol, 1980)

Avec Lee Ritenour
- Gentle Thoughts (JVC, 1977)
- Captain Fingers (Epic, 1977)
- Sugar Loaf Express (JVC, 1977)
- Earth Run (GRP, 1986)
- Portrait (GRP, 1987)
- Stolen Moments (GRP, 1990)
- Wes Bound (GRP, 1993)	– recorded in 1992
- Overtime (Peak, 2005) – recorded in 2004
- Six String Theory (2010)

Avec Moacir Santos
- Saudade (Blue Note, 1974)
- Carnival of the Spirits (Blue Note, 1975)

Avec Seals and Crofts
- Unborn Child (Warner Bros. Records, 1974)

Avec Phoebe Snow
- It Looks Like Snow (Columbia Records, 1976)

Avec Rod Stewart
- It Had to Be You: The Great American Songbook (BMG, 2002)

Avec Tavares
- Supercharged (Capitol, 1980)

Avec The Manhattan Transfer
- Tonin' (Atlantic Records, 1995)

Avec Stanley Turrentine
- Have You Ever Seen the Rain (Fantasy, 1975)
- Everybody Come On Out (Fantasy, 1976)
- Wonderland (Blue Note, 1984)
- Do You Have Any Sugar? (Concord, 1999)

Avec Dionne Warwick
- Dionne Warwick Sings Cole Porter (Arista, 1990)
- Friends Can Be Lovers (Arista, 1993)

Avec Grover Washington Jr.
- Mister Magic (Kudu, 1975) – recorded in 1974
- A Secret Place (Kudu, 1976)
- The Best Is Yet to Come (Elektra, 1982)

Avec Joe Williams
- Feel the Spirit (Telarc, 1995)

Avec Vanessa Williams
- The Comfort Zone (Mercury, 1991)

Avec Renn Woods
- Out of the Woods (Columbia Records, 1979)

Avec Syreeta Wright
- Syreeta (Tamla Records, 1980)

Avec d'autres musiciens
- Herb Alpert, Midnight Sun (A&M, 1992) – recorded in 1991-92
- Chet Atkins, Street Dreams (Columbia, 1986)
- Dee Dee Bridgewater, Just Family (Elektra, 1977)
- Ron Carter, Pastels (Milestone, 1976)
- Ron Carter, When Skies Are Grey... (Somethin' Else, 2000)
- Larry Carlton, Deep into It (Warner Bros., 2001)
- Chick Corea, The Mad Hatter (Polydor, 1978)
- Miles Davis & Michel Legrand, Dingo (Warner Bros., 1991)
- Charles Earland, Leaving This Planet (Prestige, 1974) – recorded in 1973
- Joe Farrell, Night Dancing (Warner Bros., 1978)
- Victor Feldman, Audiophile (JVC, 1997)
- Robben Ford, Bringing It Back Home (Provogue, 2013)
- Hiroshi Fukumura with Sadao Watanabe, Hunt Up Wind (Flying Disk, 1978)
- Dave Grusin and Lee Ritenour, Harlequin   (GRP, 1985)
- Don Grusin, The Hang (Sovereign Artists, 2004)
- The Headhunters, Survival of the Fittest (Arista, 1975)
- Eddie Henderson, Sunburst (Blue Note, 1975)
- Joe Henderson, Black Miracle (Milestone, 1976) – recorded in 1975
- Bobby Hutcherson, Montara (Blue Note, 1975)
- Yosui Inoue, Nishoku no Koma (Polydor, 1974)
- Jessie J, Hot Sauce (Heads Up International, 2011)
- Ahmad Jamal, Genetic Walk (20th Century, 1980) – recorded in 1975
- Earl Klugh, Music for Lovers (Blue Note, 2006)
- Hubert Laws, The San Francisco Concert (CTI, 1977) – live recorded in 1975
- John Legend, Once Again (Sony Urban, 2006)
- Chuck Loeb, Plain 'n' Simple (Tweety, 2011)
- Kenny Loggins, Celebrate Me Home (Columbia, 1977) – recorded in 1975-76
- Wade Marcus, Metamorphosis (ABC, 1976)
- Michael McDonald, Motown (Motown, 2003)
- Carmen McRae, Can't Hide Love (Blue Note, 1976)
- Luis Miguel, Aries (Warner Bros., 1993)
- Gerry Mulligan and Chet Baker, Carnegie Hall Concert (CTI, 1975) – recorded in 1974
- David "Fathead" Newman, Scratch My Back (Prestige, 1979)
- Joe Pass, Whitestone (Pablo, 1985)
- Michele Pillar, I Hear Angels Calling (335, 2006)
- Helen Reddy, Music, Music (Capitol, 1976)
- Lee Ritenour & Larry Carlton, Larry & Lee (GRP, 1995)
- Rufus, Numbers (ABC, 1979)
- Patrice Rushen, Before the Dawn (Prestige, 1975)
- Patrice Rushen, Now (Elektra, 1984) – recorded in 1983-84
- Véronique Sanson, Le Maudit (Warner Bros., 1974)
- Masahiko Satoh, All-In All-Out (CBS, 1979)
- Diane Schuur, Blues for Schuur (GRP, 1997)
- Diane Schuur, Midnight (Concord, 2003)
- Marlena Shaw, Who Is This Bitch, Anyway? (Blue Note, 1975) – recorded in 1974
- Johnny "Hammond" Smith, Gears (Milestone, 1975)
- Donna Summer, Donna Summer (Geffen, 1982) – recorded in 1981-82
- Gábor Szabó, Macho (Salvation, 1975)
- Jimmy Webb, El Mirage (Atlantic, 1977)
- Bill Withers, Making Music (CBS, 1975)
- Bill Withers, 'Bout Love (Columbia, 1979)
- Gary Wright, Headin' Home (Warner Bros., 1979)